# Estany de Creussans
L'Estany de Creussans est un lac d'Andorre situé dans la paroisse d'Ordino à une altitude de 2 442 m à l'extrême nord-ouest du pays.

## Toponymie
Estany provient du latin stagnum (« étendue d'eau ») qui a également donné estanque en espagnol et « étang » en français,.
Creussans (orthographe reconnue par la nomenclature des toponymes d'Andorre) peut provenir de carant significant « chute d'eau » ou « torrent rapide » retrouvé dans d'autres toponymes catalans. La forme Caraussans, plus proche de cette origine, est d'ailleurs usitée côté ariégeois,.

## Géographie

### Hydrographie
D'une superficie de 1,3 ha, le lac est long d'environ 150 mètres et large de 
100 mètres. Il donne naissance au riu de l'Estany de Creussans qui chemine vers le sud-est en direction de la Coma del Forat (station d'Ordino-Arcalis) et appartient de ce fait au bassin de la Valira del Nord.
| \| Estany de Creussans \|                                                               |                 |
| Position de l'estany de Creussans sur la carte des bassins hydrographiques de l'Andorre | Valira del Nord |
| Estany de Creussans                                                                     |                 |

### Topographie et géologie
L'estany de Creussans est un lac d'altitude puisque situé à 2 442 m au-dessus du niveau de la mer.
Les montagnes surplombant le lac au nord-ouest délimitent la frontière entre l'Andorre et la France. On retrouve successivement : le pic de Cabanyó (2 732 m), le pic de Creussans (2 682 m), et la pointe de Peyreguils (2 702 m). Entre ces deux derniers, se trouve le port de Creussans, permettant de franchir la frontière vers la vallée de Soulcem (commune ariégeoise d'Auzat).
Sur le plan géologique, comme dans tout le Nord-Ouest de l'Andorre, le lac se trouve dans une zone de roches métamorphiques (schiste).
| \| Estany de Creussans \|                                              |                                        |
| Position de l'estany de Creussans sur la carte géologique de l'Andorre | Le pic de Creussans surplombant le lac |
| Estany de Creussans                                                    |                                        |

### Climat
| Mois                              | jan. | fév. | mars | avril | mai   | juin  | jui. | août  | sep.  | oct.  | nov.  | déc.  | année   |
| --------------------------------- | ---- | ---- | ---- | ----- | ----- | ----- | ---- | ----- | ----- | ----- | ----- | ----- | ------- |
| Température minimale moyenne (°C) | −5,2 | −5,8 | −4,3 | −2,8  | 0,6   | 3,8   | 6,2  | 6,1   | 3,8   | 1,5   | −2,1  | −4,1  | 0       |
| Température moyenne (°C)          | −1,9 | −2,1 | −0,1 | 0,6   | 4,4   | 8,3   | 11,4 | 11,3  | 8,3   | 5     | 1,1   | −0,8  | 3,8     |
| Température maximale moyenne (°C) | 1,6  | 1,8  | 4,2  | 4,6   | 8,8   | 12,9  | 17,3 | 17,2  | 13,7  | 9,4   | 5     | 2,6   | 8,3     |
| Précipitations (mm)               | 87   | 48,1 | 63,4 | 106,9 | 128,6 | 116,7 | 90,8 | 101,2 | 101,7 | 107,3 | 127,1 | 100,5 | 1 179,1 |

## Randonnée
Le lac a constitué la première étape du périple andorran de l'écrivain catalan Jacint Verdaguer avant l'écriture de Canigó, son poème emblématique,. Une plaque commémorant son arrivée le 25 août 1883 a d'ailleurs été placée au port de Creussans,. Un sentier, la Ruta Verdaguer, permet aux randonneurs de suivre les traces de l'écrivain depuis le lac jusqu'à La Cortinada.
L'accès au lac se fait depuis la station d'Ordino-Arcalis en environ une demi-heure. Le départ du sentier est commun avec celui des estanys de Tristaina. Après le lac, il est possible de poursuivre la randonnée vers le port de Creussans puis de redescendre par la crête surplombant l'est du lac, ce qui permet d'obtenir un panorama sur le cirque de Tristaina.

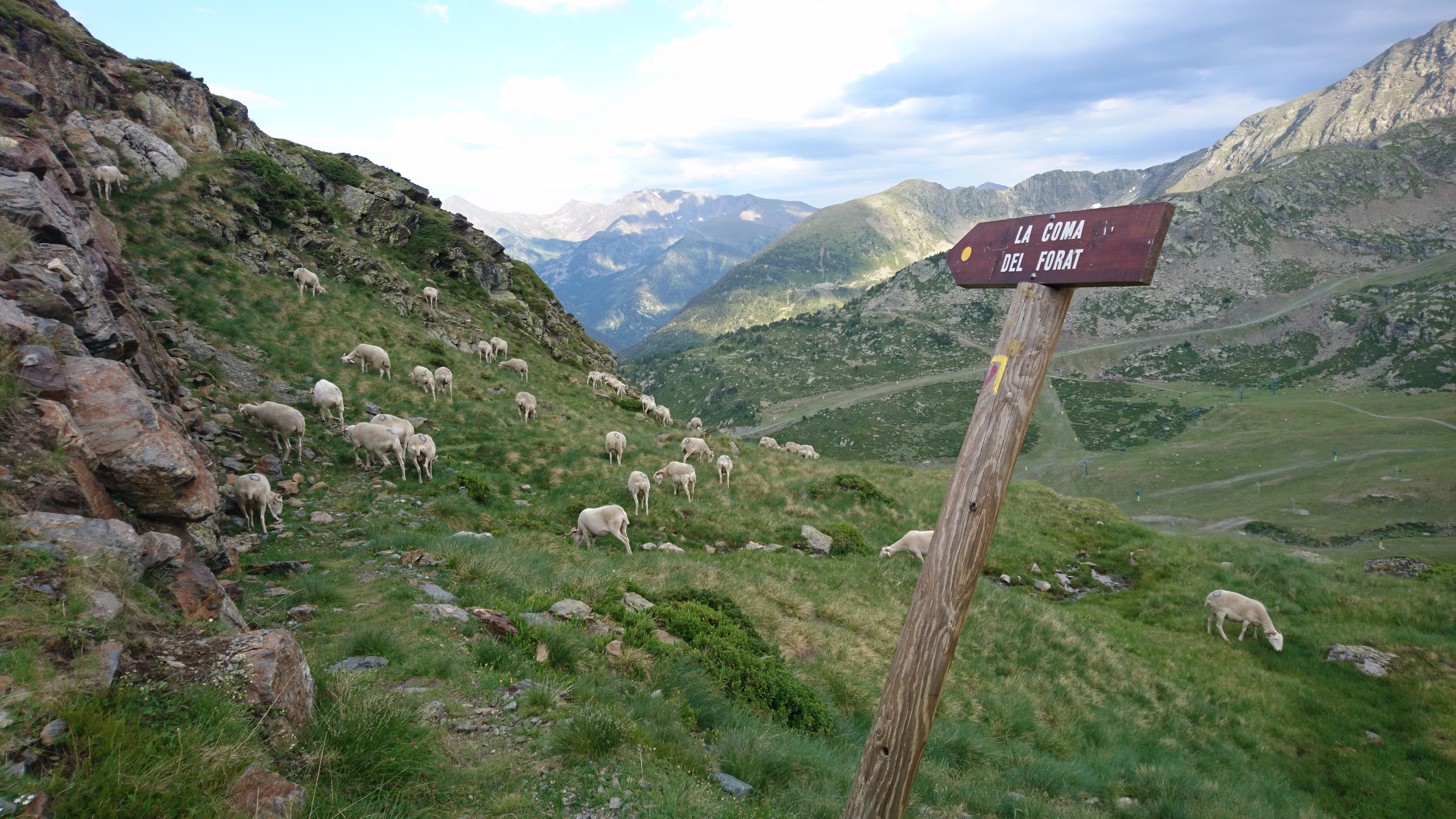
Sentier de l'estany de Creussans
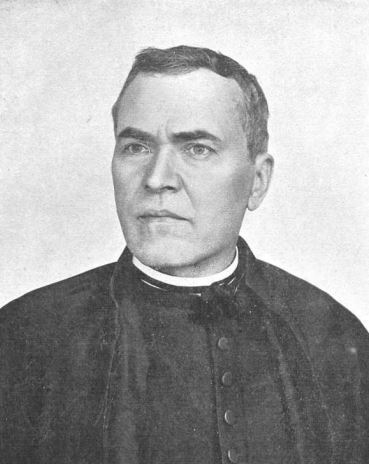
L'écrivain Jacint Verdaguer

## Faune et flore
Le lac a donné son nom à une espèce de plante aquatique : Isoetes creussensis. Celle-ci, découverte en 2010, est retrouvée dans une quinzaine de lacs oligotrophes d'altitude dispersés en Andorre et sur les territoires français et espagnols voisins. Les environs du lac sont constitués de pelouses montagnardes acidophiles siliceuses (Festuca eskia, Festuca gautieri).

## Galerie

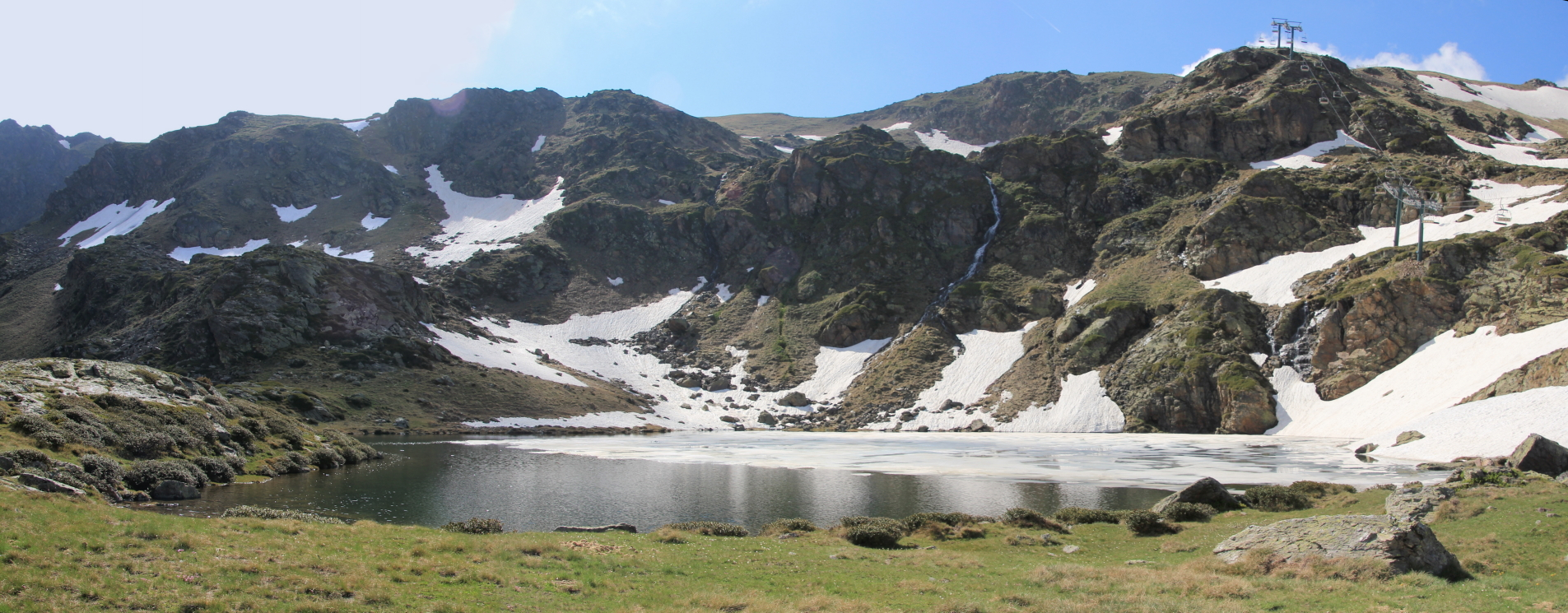
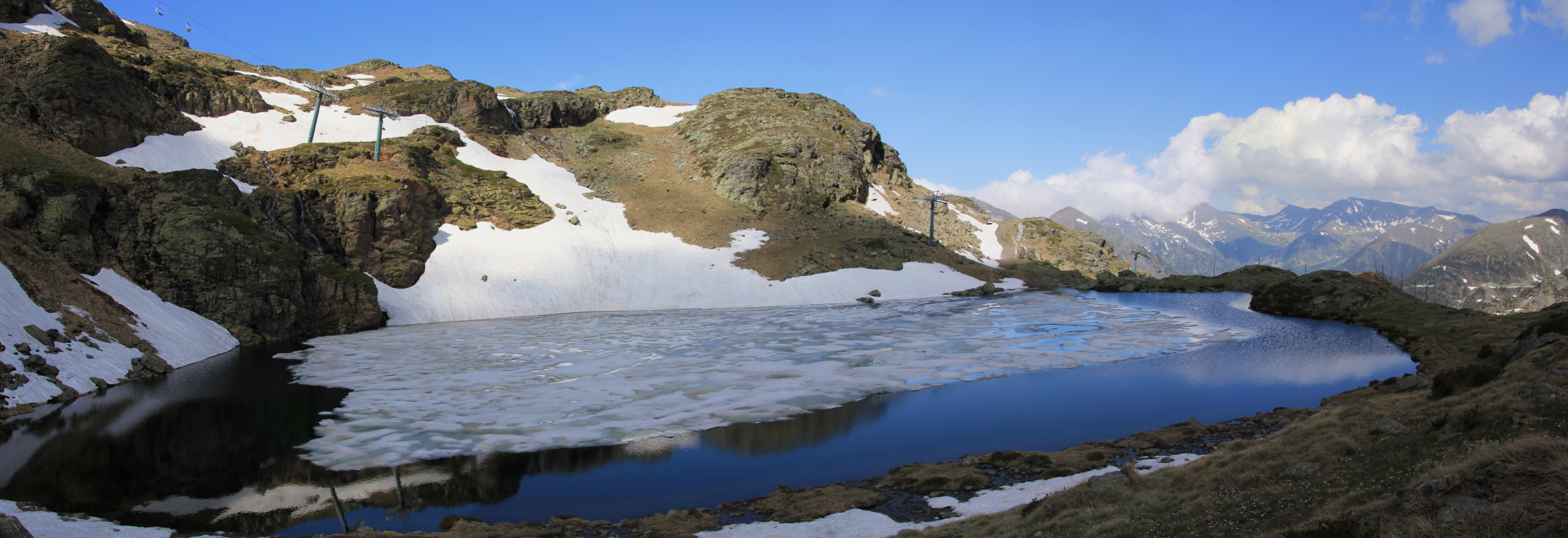
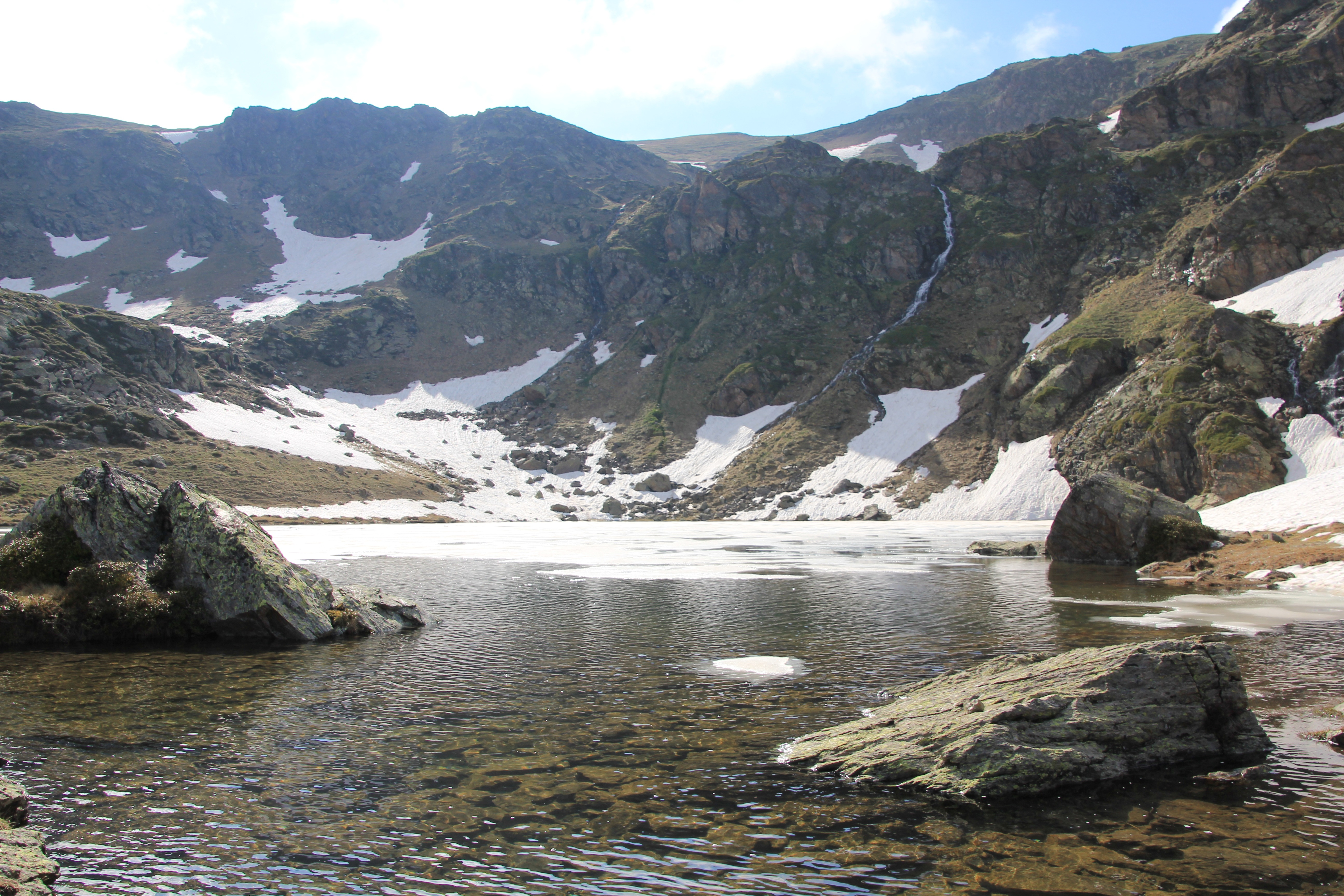